# Зеленолузька лінія
Зеленалу́зька лінія (біл. Зеленалу́жская лінія) — третя лінія Мінського метрополітену.

## Історія
6 листопада 2020 року урочисто відкриті перші чотири станції Зеленолузької лінії, а пасажирів станції почали обслуговувати лише наступного дня, 7 листопада.

Перспективна схема розвитку Мінського метрополітену

Будівельні роботи розпочалися у січні 2014 року. Планувалося, що перші чотири станції запрацюють вже у листопаді 2017 року, але через затримки на будівництві, відкриття перенесено спочатку на 2019 рік, а згодом — на 2020 рік. Після відкриття першої черги передбачена підготовка території під розширення лінії на північ у напрямку станції «Зелений Луг».
Після відкриття першої черги дільниці з чотирьох станцій, станом на кінець 2020 року передбачається подовження лінії на південь (з відкриттям трьох станцій — «Аеродромна», «Неморшанський сад» та Слуцький Гостинець). Передбачалося, що нові станції запрацюють у 2023 році, але через складну економічну та політичну ситуацію в країні рівень фінансування був зменшений, тож своєчасне відкриття другої черги залишається під питанням. Підготовку території під будівництво третьої черги лінії раніше планувалося розпочати у 2020 році, проте ніяких робіт в цьому напрямку поки що не ведеться.
30 грудня 2024 року відкрита  друга черга лінії в складі станцій «Аеродромна», «Неморшанський сад» та «Слуцький Гостинець».

## Станції
Станції з півночі на південь.
| Лінія | Назва станції Оригінальна назва                                | Дата відкриття   | Пересадки      | Глибина, м | Тип конструкції                            | Координати                                                            | Фото |
| ----- | -------------------------------------------------------------- | ---------------- | -------------- | ---------- | ------------------------------------------ | --------------------------------------------------------------------- | ---- |
|       | «Логойська»                                                    | проєкт           |                |            |                                            |                                                                       |      |
|       | «Зелений Луг»                                                  | проєкт           |                |            |                                            |                                                                       |      |
|       | «Івана Мележа»                                                 | проєкт           |                |            |                                            |                                                                       |      |
|       | «Парк Дружби народів»                                          | проєкт           |                |            |                                            |                                                                       |      |
|       | «Комаровська»                                                  | проєкт           |                |            |                                            |                                                                       |      |
|       | «Переспа»                                                      | проєкт           |                |            |                                            |                                                                       |      |
|       | «Профспілкова»                                                 | проєкт           |                |            |                                            |                                                                       |      |
|       | «Ювілейна площа» (біл. Юбілейная плошча)                       | 7 листопада 2020 | «Фрунзенська»  | 32         | колонна трьохпрогінна глибокого закладення | 53°54′18″ пн. ш. 27°32′26″ сх. д. / 53.90500° пн. ш. 27.54056° сх. д. | »    |
|       | Площа Францішка Богушевича» (біл. Плошча Францішка Багушэвіча) | 7 листопада 2020 |                | 13,3       | колонна трьохпрогінна мілкого закладення   | 53°53′48″ пн. ш. 27°32′18″ сх. д. / 53.89667° пн. ш. 27.53833° сх. д. |      |
|       | «Вокзальна» (біл. Вакзальная)                                  | 7 листопада 2020 | «Площа Леніна» | 3,8        | колонна трьохпрогінна мілкого закладення   | 53°53′23″ пн. ш. 27°32′49″ сх. д. / 53.88972° пн. ш. 27.54694° сх. д. |      |
|       | «Ковальська Слобода» (біл. Кавальская Слабада)                 | 7 листопада 2020 |                | 10         | колонна трьохпрогінна мілкого закладення   | 53°52′27″ пн. ш. 27°58′49″ сх. д. / 53.87417° пн. ш. 27.98028° сх. д. |      |
|       | «Аеродромна»                                                   | 30 грудня 2024   |                | 14         |                                            |                                                                       |      |
|       | «Неморшанський сад»                                            | 30 грудня 2024   |                | 12         |                                            |                                                                       |      |
|       | «Слуцький Гостинець»                                           | 30 грудня 2024   |                | 10         |                                            |                                                                       |      |

### Пересадкові станції
| Пересадка на лінію | зі станції     | на станцію   |
| ------------------ | -------------- | ------------ |
| Московська         | Вокзальна      | Площа Леніна |
| Автозаводська      | Ювілейна площа | Фрунзенська  |

## Особливості
За проєктом всі станції на лінії обладнані захисними скляними дверима, що відділяють платформу від поїзда метро, висота дверей становить 170 см.

## Рухомий склад
На відміну від двох діючих ліній Мінського метрополітену, що обслуговуються поїздами радянського та російського виробництва, на новій лінії курсують поїзди, що виготовлені на спільному білорусько-швейцарському підприємстві «Штадлер-Мінськ». Поїзди мають алюмінієвий корпус та наскрізний прохід між вагонами.

## Перспективи
Проєктована дільниця Зеленолузької лінії складатиметься з чотирьох станцій («Профспілкова», «Переспа», «Комаровська» та «Парк Дружби народів»), завдовжки 4,7 км. Розпочати проходку тунелів передбачено у 2025 році.
У квітні 2023 року в районі майбутньої станції «Парк Дружби Народів» розпочалося перекладання інженерних мереж «Мінськметробудом».
Станції залягатимуть на глибині 15—16 м, їх ширина становитиме 14,2 м, а довжина — 156 м.
Кількість станцій після продовження Зеленолузької лінії досягне 14. Будівництво всієї лінії планується завершити на початку 2030-х років.